# Magog
Magog – miasto w Kanadzie, w prowincji Quebec, w regionie Estrie i MRC Memphrémagog. Magog zostało założone w 1776 roku przez lojalistów uciekających z Vermontu. Przez prawie wiek osada zwana była po prostu the Outlet (ang. ujście, odpływ; nazwa prawdopodobnie była związana pobliskim ujściem rzeki Magog do jeziora Memphrémagog), w 1855 nadano nazwę „Magog”. W wyniku osadnictwa Frankokanadyjczyków, które rozpoczęło się w całych Kantonach Wschodnich ok. 1840 roku, miasto stało się w większości francuskojęzyczne.
Liczba mieszkańców Magog wynosi 23 880. Język francuski jest językiem ojczystym dla 92,0%, angielski dla 5,6% mieszkańców (2006).